# Sohag
Sohag (arabiska: سوهاج, Sawhāj) är en stad i Egypten och administrativ huvudort för guvernementet Sohag. Staden ligger utefter Nilen i södra Egypten cirka 240 mil söder om Kairo och är uppdelad i två distrikt, kismer, med totalt cirka en kvarts miljon invånare.